# جورج باركر (لاعب إسكواش)
جورج باركر (بالإنجليزية: George Parker)‏ هو لاعب إسكواش بريطاني، ولد في 25 أبريل 1996 في ليستر في المملكة المتحدة.

## وصلات خارجية
- الموقع الرسمي
- جورج باركر على موقع الاتحاد الدولي لمحترفي الاسكواش (مؤرشف) (الإنجليزية)
- جورج باركر على موقع SquashInfo.com (الإنجليزية)